# Pseudopanax chathamicus
Pseudopanax chathamicus är en araliaväxtart som beskrevs av Thomas Kirk. Pseudopanax chathamicus ingår i släktet Pseudopanax och familjen araliaväxter.
Artens utbredningsområde är Chathamöarna. Inga underarter finns listade.